# Кононович Олександр Костянтинович
Професор Олекса́ндр Костянти́нович Кононо́вич (12 лютого 1850, Таганрог — 18 травня 1910) — астроном Російської імперії.

## Життєпис
Народився в Таганрозі. У 1871 році закінчив Імператорський Новоросійський університет (нині — Одеський національний університет імені І. І. Мечникова) в Одесі. Був залишений при університетській обсерваторії для підготовки до наукової діяльності. У 1873—1876 роках продовжував освіту в Німеччині, де вивчав астрофотометрію під керівництвом Йоганна Карла Фрідріха Целльнера. Повернувшись до Одеси, викладав математику й фізику в Рішельєвській гімназії. З 1881 року протягом майже 30 років очолював кафедру астрономії в Імператорському Новоросійському університеті (сьогодні — Одеський національний університет імені І. І. Мечникова) та університетську обсерваторію (з 1883 — професор).
Був одним з піонерів астрофізичних досліджень у Російській імперії. Провів великі серії фотометричних вимірювань Марса, Юпітера й Сатурна з фотометрів Целльнера. Вів регулярне фотографування поверхні Сонця та вимірювання положень сонячних плям (колекція містить близько 1500 знімків), систематично спостерігав протуберанці. Ранні роботи присвячені обчисленню орбіт подвійних зірок; визначив орбіту подвійної зірки γ Діви. Велике значення для розвитку астрономічних досліджень в Україні мала діяльність Кононовича на посаді директора обсерваторії Новоросійського університету, яка при ньому перетворилася на важливий науковий центр. Він виховав багатьох талановитих діячів вітчизняної астрономії, серед його учнів були Артемій Орбінський, Олексій Ганський, О. С. Васильєв.
На його честь названо астероїд 8322 Кононович.
Був похований на Першому Християнському цвинтарі. 1937 року комуністичною владою цвинтар було зруйновано. На його місці був відкритий «Парк Ілліча» з розважальними атракціонами, а частина була передана місцевому зоопарку. Нині достеменно відомо лише про деякі перепоховання зі Старого цвинтаря, а дані про перепоховання Кононовича відсутні.